# سیارک ۱۴۷۹۱۸
سیارک ۱۴۷۹۱۸ (به انگلیسی: 147918 Chiayi، نامگذاری:2006UU214) صد و چهل و هفت هزار و نهصد و هجدهمین سیارک کشف شده‌است که در ۲۵ اکتبر ۲۰۰۶ کشف شد.